# Otto Scharlach (Jurist)
Otto Julius Gideon Scharlach (* 20. Februar 1876 in Hamburg; † 5. Dezember 1957 ebenda) war ein deutscher Wirtschaftsanwalt, Schifffahrtsrechtler und Dichterjurist.

## Leben
Otto Scharlach war Sohn des Hamburger Rechtsanwalts und Kolonialunternehmers Julius Scharlach. Er besuchte das Wilhelm-Gymnasium in Hamburg, wo er zu Ostern 1894 das Reifezeugnis erhielt. Anschließend studierte er Rechtswissenschaft an den Universitäten Göttingen und Berlin. In Göttingen wurde er 1894, wie schon sein Vater zuvor, Mitglied des Corps Hannovera Göttingen. Nach dem Referendariat in Hamburg legte er in Berlin das Assessorexamen ab und promovierte im Schifffahrtsrecht zum Dr. jur. Es folgte ein Praktikum in der Versicherungswirtschaft in Paris und eine kaufmännische Ausbildung in London. 1903 trat er in die Hamburger Sozietät seines Vaters mit den Anwälten Eduard Wilhelm Westphal, Harald Poelchau und Alexander Lutteroth ein.
Im Ersten Weltkrieg war Otto Scharlach als Rittmeister Kommandeur einer schweren Maschinengewehr-Kompanie.
Zu seinen größeren Mandaten in der Weimarer Zeit gehörte die Vertretung der Controll Co., die sich im Hamburger Hafen mit der Abnahme eingehender Importwaren befasste, und die Vertretung der Schifffahrtsinteressen der Deutsch-Russischen Transport-Aktiengesellschaft. 1929 war er an der Umwandlung der Hamburger Vereinsbank AG in eine Kommanditgesellschaft auf Aktien beteiligt.

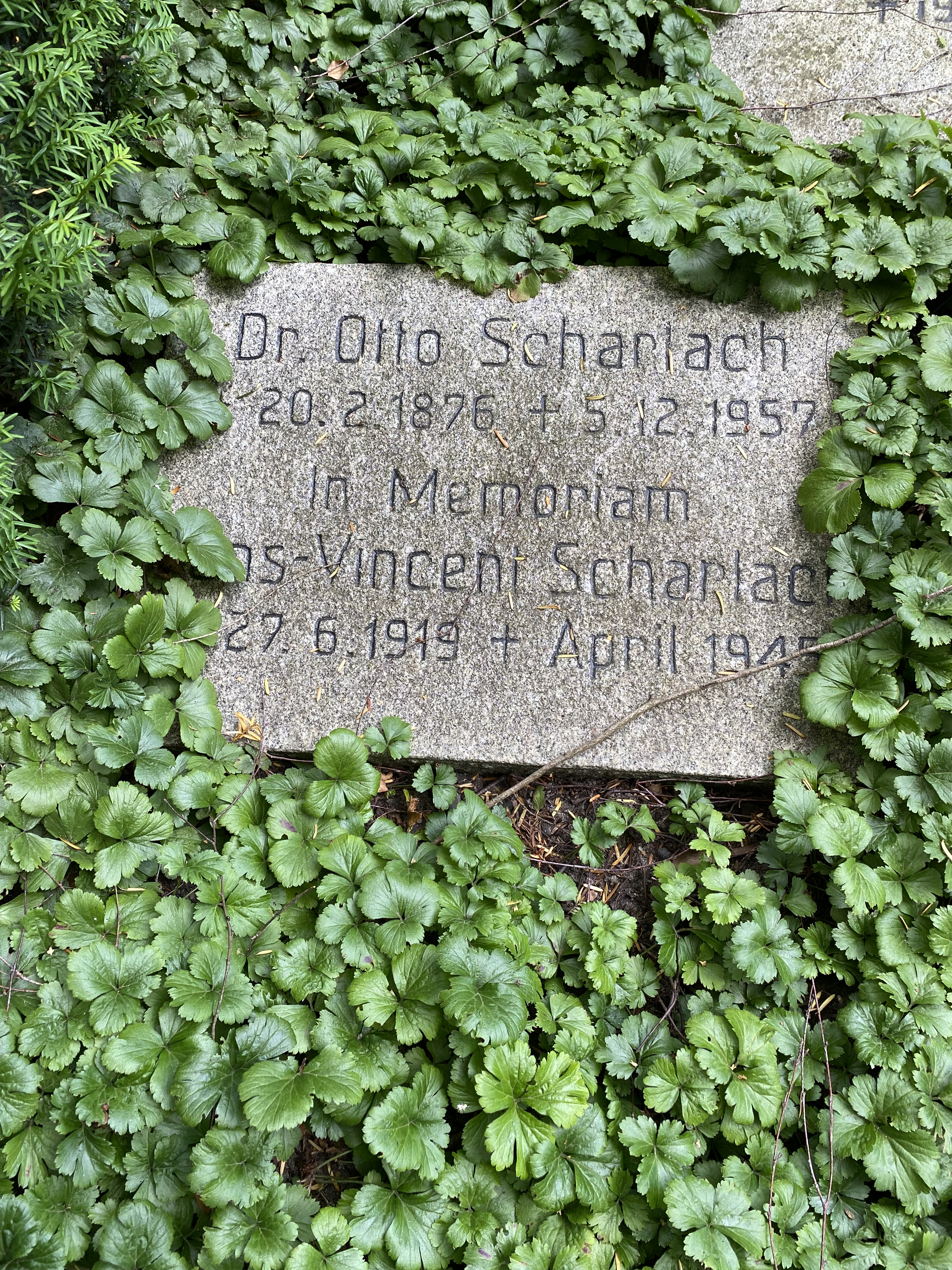
Kissenstein für Otto Scharlach in der Familiengrabstätte

1939 wurde Otto Scharlach wegen seiner jüdischen Herkunft trotz Frontkämpferprivilegs die Zulassung zur Rechtsanwaltschaft in Hamburg entzogen. Er emigrierte ohne seine Familie in die Schweiz und lebte bis 1947 in Ascona, wo er sich wegen des Arbeitsverbots als Jurist mit dem Verfassen schöngeistiger Schriften, zumeist historischen Themas, beschäftigte und für den Lebensunterhalt auf die Hilfe von Freunden angewiesen war. Zu den Unterstützern gehörte in den ersten Jahren wohl auch der seit 1927 auf der Isole di Brissago vor Ascona ansässige Hamburger Kaufhauskönig Max Emden bis zu dessen Tod 1940. Während der Zeit der Emigration griff er publizistisch auf seinen weniger bekannten Vornamen Gideon zurück und benutzte das leicht italienisierte Pseudonym „Gidone“. Als Gideon Scharlach korrespondierte er aus der Emigration auch mit Thomas Mann. In den im Leo Baeck Institute, New York, verwahrten Papieren des gesellschaftskritischen, aus Deutschland emigrierten Journalisten Joseph Bornstein (1899–1952), sind  Korrespondenzen Scharlachs mit seiner amerikanischen Agentin enthalten. Aus ihnen wird deutlich, dass Scharlach ungern nach Hamburg zurückging, er wäre lieber in der Schweiz geblieben. Seine im historischen Milieu angesiedelten Novellen waren aber in den Vereinigten Staaten nach 1945 nicht zu vermarkten, so dass ihm für einen weiteren Verbleib in der Schweiz die laufenden Einnahmen fehlten. Insgesamt gab Otto Scharlach die Zahl seiner Veröffentlichungen in der Zeit der Schweizer Emigration in einer selbst erstellten Liste mit 44 an.
Nach Hamburg kehrte Otto Scharlach 1947 als einer der wenigen zuvor emigrierten Rechtsanwälte zurück und war nach Erneuerung seiner Anwaltszulassung bis zu seinem Tod nunmehr als Einzelanwalt in den Bereichen des Handels- und Schifffahrtsrechts tätig. Seine „Vorkriegs-Sozietät“ wurde später als „Stegemann Sieveking Lutteroth“ bekannt und besteht heute als Hamburger Büro der internationalen Anwaltskanzlei Freshfields Bruckhaus Deringer fort.
Otto Scharlach verstarb im Alter von 81 Jahren und wurde in der Familiengrabstätte auf dem Nienstedtener Friedhof beigesetzt.

### Familie

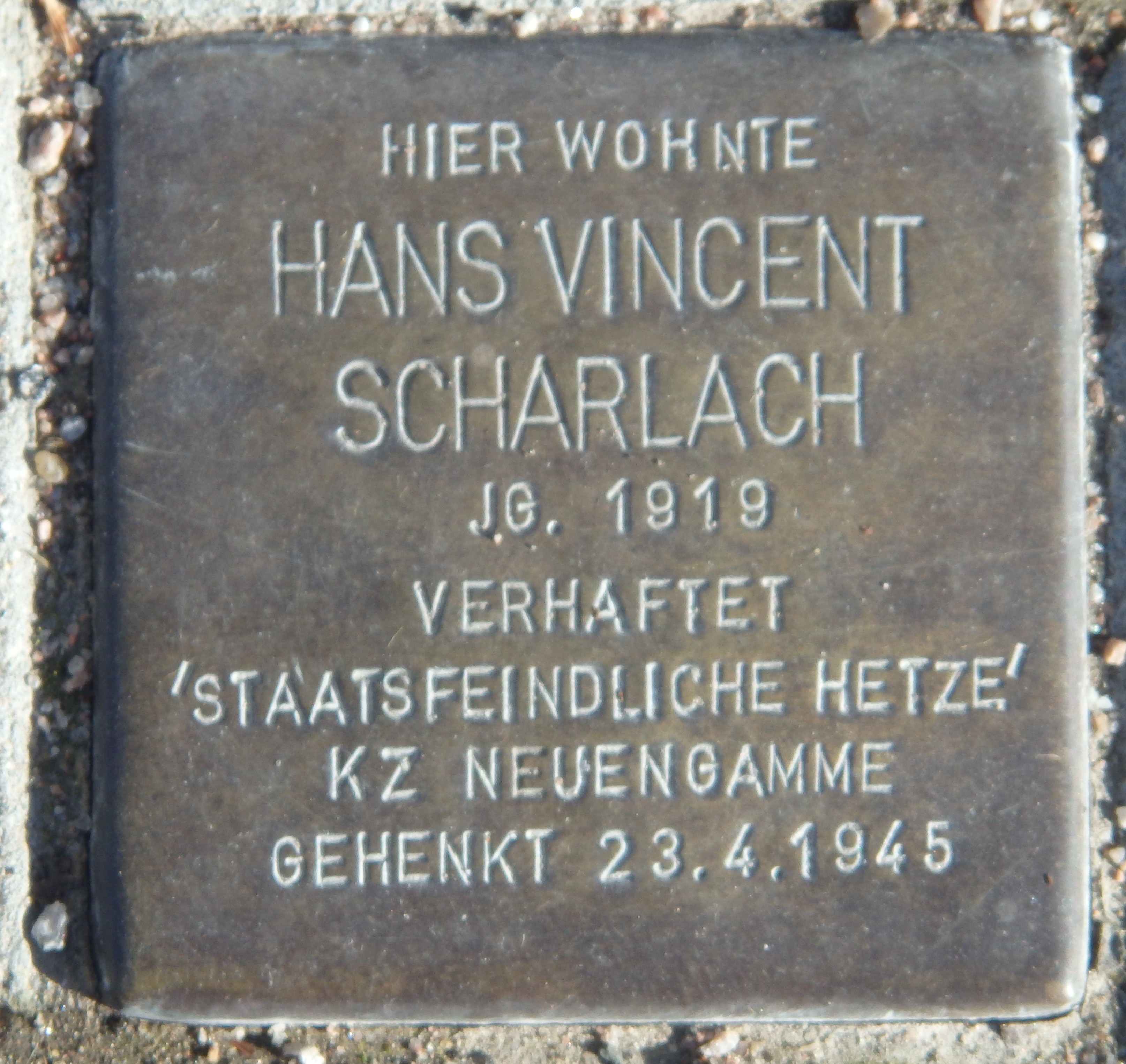
Stolperstein für Hans Vincent Scharlach am Fontenay 10

Otto Scharlach war seit 1915 verheiratet mit Magdalena Baur, die aus großbürgerlicher Familie in Altona stammte. Mit ihr hatte er zwei Söhne und eine Tochter. Vier von der Hamburger Malerin Anita Rée für ihre enge Freundin und Nachbarin Magdalena Scharlach geschaffene Porträts von letzterer und ihren drei Kindern sind in der kunstgeschichtlichen Literatur zu Anita Rée überliefert. Während Otto Scharlach den Holocaust in der Emigration überlebte und in seiner Heimatstadt später eines natürlichen Todes verstarb, traf seine Familie in Hamburg ein fürchterliches Schicksal: Der 1919 geborene Sohn Hans Vincent, ein erfolgreicher Nachwuchs-Tennisspieler der 1930er Jahre des Der Club an der Alster, exponierte sich als „Halbjude“ in der Hamburger Swing-Jugend und wurde von den Hamburger Nationalsozialisten aufgrund einer Denunziation noch am 23. April 1945 in der Endphase des Krieges im Konzentrationslager Neuengamme wegen „staatsfeindlicher Hetze“ umgebracht. Ein Stolperstein in Hamburg-Rotherbaum vor seiner letzten Wohnung Fontenay 10 erinnert an sein Schicksal und steht in direkter Beziehung zum Stolperstein Anita Rées vor deren Hamburger Wohnung Fontenay 11. Der 1916 geborene Sohn Joachim war ein recht bekannter wie vermögender Kaufmann in Hamburg und zeitweiliger Ehemann einer Tochter des Verlegers Axel Springer. Er wurde 1971 als Opfer eines versuchten Raubüberfalls an der Tür seines Hamburger Hauses in Winterhude erschossen.

## Schriften
- Die Haftung der Mitrheder aus dem Rhedereiverhältniß, behandelt nach deutschem Seerecht. Leipzig, Univ., Diss., 1897.
- Kronen im Zwielicht, Broschek, Hamburg 1953 [zwei Erzählungen]

### Unter Pseudonym
- Gidone:[14] Le Freulen: Eine Episode aus dem 18. Jahrhundert. Mit Vignetten von Edmund Welf, Morgarten-Verlag Conzett & Huber, Zürich 1944.
- Gidone: Die Röhre, 1945.